# Абрамсон, Моисей
Моисей О. Абрамсон (Михаил; 1914, Симферополь — 1977 или 1979, там же) — советский шахматист, мастер спорта СССР, международный мастер ИКЧФ (1967).

## Биография
Участник Великой Отечественной войны. Военный врач.
Многократный чемпион Симферополя. Участник чемпионата Украинской ССР 1954 г. и ряда всесоюзных ведомственных соревнований.
Добился значительных успехов в игре по переписке. Наивысшее достижение — участие в 5-м чемпионате мира. Занял в этом соревновании 6-е место, за что получил звание международного мастера ИКЧФ.

## Спортивные результаты
| Год                       | Город                                                                  | Соревнование                                                           | + | − | = | Результат | Место |
| ------------------------- | ---------------------------------------------------------------------- | ---------------------------------------------------------------------- | - | - | - | --------- | ----- |
| 1937                      | Москва                                                                 | Всесоюзное первенство профсоюза финансово-банковских работников        |   |   |   |           | [ 5 ] |
| 1954                      | Киев                                                                   | 23-й чемпионат Украинской ССР                                          | 5 | 6 | 7 | 8½ из 18  | 11—13 |
| 1960                      | Владимир                                                               | Первенство ЦС ДСО «Спартак»                                            |   |   |   |           |       |
| СОРЕВНОВАНИЯ ПО ПЕРЕПИСКЕ |                                                                        |                                                                        |   |   |   |           |       |
| 1953—1954                 | Полуфинал 3-го чемпионата СССР (турнир № 204 журнала «Шахматы в СССР») | Полуфинал 3-го чемпионата СССР (турнир № 204 журнала «Шахматы в СССР») | 9 | 1 | 3 | 10½ из 13 | 1     |
| 1955—1957                 | 3-й чемпионат СССР                                                     | 3-й чемпионат СССР                                                     | 3 | 1 | 8 | 7 из 12   | 4—5   |
| 1965—1968                 | 5-й чемпионат мира                                                     | 5-й чемпионат мира                                                     | 5 | 2 | 9 | 9½ из 16  | 6     |